# Конґінорі

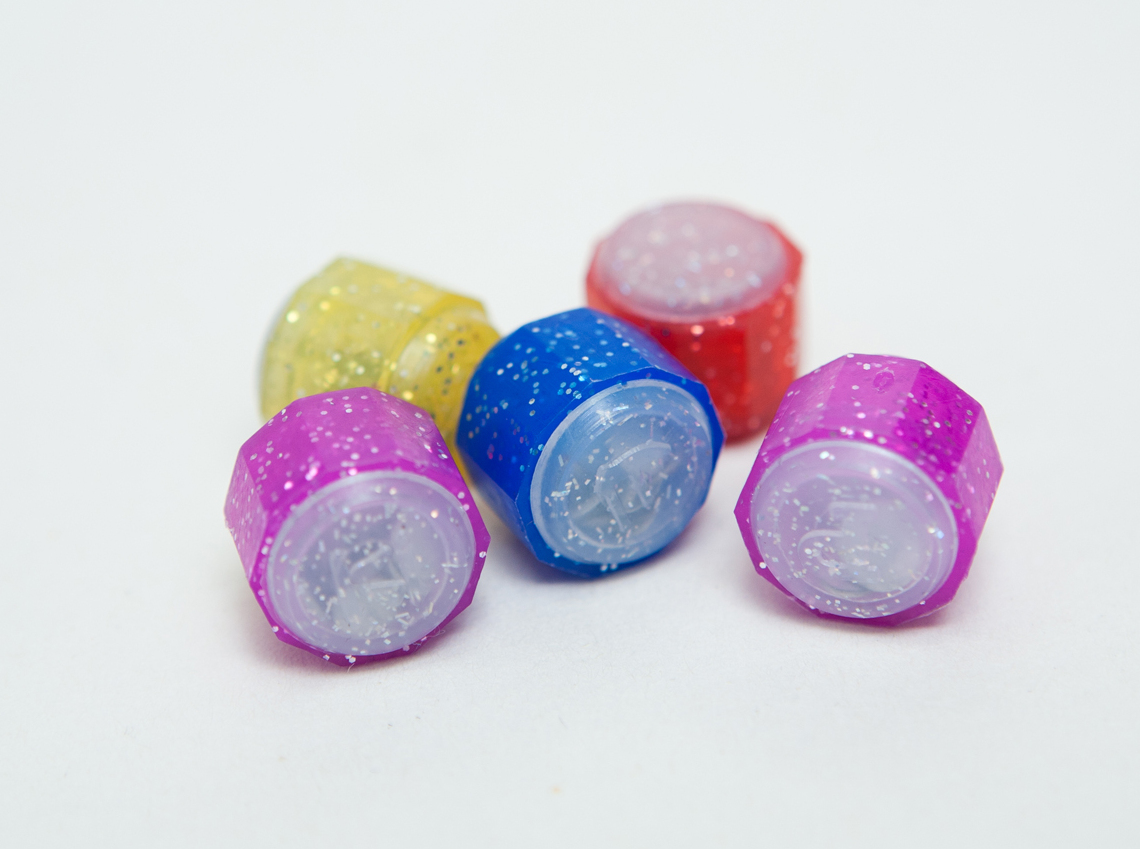
Сучасні «камінці» для гри у конґінорі.

Конґінорі (за системою Концевича; за переглянутою латинізацією gongginori; кор. 공기놀이, дослівно «повітряна гра») або просто конґі (gonggi; 공기), — традиційна гра, популярна серед дітей у Кореї. Походження гри і час її виникнення точно не відомі, вперше її згадують у корейській літературі в XIX столітті. У гру можна грати з дрібними камінчиками, кубиками, намистинами, дрібними кістками тварин або будь-якими іншими подібними маленькими предметами розміром приблизно з виноградину або жолудь (далі умовно називатимемо їх «камінцями»). В наші дні частіше використовуються фабрично виготовлені кольорові пластикові «камінці».
Зазвичай грають п'ятьма камінцями, хоча існує варіант гри із сімома.

## Хід гри
Можна як розважатися цією грою насамоті, так і грати з суперниками. У випадку гри кількох людей хід кожного гравця складається з п'яти етапів.
- 1-й етап: Гравець кидає камінці на ігрову поверхню, обирає один і підкидає в повітря. Поки цей камінець летить, гравець має підхопити з поверхні інший камінець і встигнути тією ж рукою зловити підкинутий. Після цього гравець, залишаючи підібраний камінець у долоні, має знову підкинути перший камінець, підхопити з поверхні ще один, зловити підкинутий і так далі, поки у долоні не опиняться всі п'ять камінців[3].

- 2-й етап: Камінці знову кидають на ігрову поверхню. Дотримуючись того ж принципу, що на попередньому етапі, гравець має підкидати й ловити камінець, встигаючи підбирати камінці з поверхні, але тепер по два за раз.

- 3-й етап: Камінці знову кидають на ігрову поверхню. Далі гра йде аналогічно до попередніх етапів, але гравець має спочатку підібрати відразу три камінці, а потім останній камінець, що залишився.

- 4-й етап: Гравець, тримаючи всі камінці в долоні, підкидає один у повітря, кидає інші на ігрову поверхню та ловить кинутий. Потім знову підкидає той самий камінець і, поки він летить, має одночасно підхопити всі чотири камінці, а потім зловити підкинутий.

- 5-й етап. Гравець підкидає всі п'ять камінців з долоні і, поки вони летять, швидко перевертає долоню та намагається зловити якомога більше камінців її тильною стороною. Потім знову підкидає спіймані камінці з тильної сторони і ловить їх долонею. (Також існує варіант, при якому руку не перевертають і вдруге ловлять камінці тильною стороною[4]).

Кількість камінців, спійманих на п'ятому етапі, визначає кількість балів, які називають «роками» (тобто, чим більше балів заробив гравець, тим він «старший»). Також для останнього етапа існують деякі трюки, вдале виконання яких подвоює отримані гравцем бали, проте в офіційних іграх такі прийоми не дозволяються.
- «Дракон»: поки камінці знаходяться у повітрі, гравець перевертає руку тильною стороною догори, ловить кілька камінців, потім перевертає руку і ловить решту долонею.
- Поки камінці у повітрі, гравець плескає в долоні та вже потім ловить камінці.

Якщо гравець заплутався на будь-якому з рівнів, він закінчує хід без отримання балів та передає камінці наступному гравцеві.
У грі існує також багато заборонених дій, які призводять до передачі ходу. Наприклад, забороняється спиратися на землю другою рукою, не зараховується підхоплений раніше камінець, якщо гравець протягом подальшої гри виронить його з долоні, тощо.
Виграє зазвичай гравець, який першим набере заздалегідь встановлену кількість балів.

## У масовій культурі
Інтерес до гри за межами Кореї значно зріс після виходу другого сезону телесеріалу «Гра в Кальмара» від Netflix. Конґінорі фігурує у четвертій і п'ятій серіях як одна з міні-ігор, що входили до гри «Шестиногий пентатлон». Серед прихильників серіалу сольна гра у конґі поширилася у вигляді челенджів на TikTok.

## Схожі ігри у інших народів
Подібні ігри, що включають підкидання дрібних предметів і їх підхопленням долонею, зокрема її тильною стороною, відомі здавна у багатьох народів. На півдні України серед місцевих болгарів і гагаузів існує гра «ашик», що має деякі елементи, схожі на корейську конґінорі. У 2024 році ця гра була внесена до списку нематеріальної культурної спадщини України.